# Ibrahim Traoré (Schiedsrichter)
Ibrahim Kalilou Traoré (* 2. Juli 1983) ist ein ivorischer Fußballschiedsrichter.
Seit 2018 steht Traoré auf der Liste der FIFA-Schiedsrichter und leitet internationale Fußballpartien.
Traoré wurde für den Afrika-Cup 2024 in der Elfenbeinküste nominiert, kam jedoch nicht als Hauptschiedsrichter zum Einsatz. Zudem war er Schiedsrichter bei der U-20-Afrikameisterschaft 2021 in Mauretanien und bei der Afrikanischen Nationenmeisterschaft 2023 in Algerien.